# Сукин, Иван Иванович
 Иван Иванович Суки́н (1890, Российская империя — 12 января 1958, Лондон) — министр иностранных дел Российского государства в 1918—1919 гг., дипломат.

## Биография
Окончил Александровский лицей в 1911 году. Работал в Министерстве Иностранных Дел Российской империи. В 1914 помощник секретаря российского посольства в Константинополе. В 1915 году титулярный советник. С 1917 г. по май 1918 г. секретарь русской миссии (посольства) в Вашингтоне, куда поехал в качестве дипломатического чиновника прикомандированного к послу Б. А. Бахметеву в Вашингтоне. В июне 1917 года секретарь Бахметевской комиссии. В сентябре 1917 года участвовал в съезде русских эмигрантов в Америке.
Во второй половине 1918 года был послан послом в Вашингтоне Бахметевым в Омск "для связи".  2 января 1919 года назначен товарищем министра иностранных дел правительства Колчака, 11 февраля – временно принял управление МИД. Был одним из ближайших помощников Верховного Правителя. Его политика привела к разрыву дипломатических отношений Российского правительства с Японией. Держался американской ориентации, за что был прозван современниками «американским мальчиком». Провалил переговоры с пленными чехословаками. Под давлением общественности подал Колчаку прошение об отставке в августе 1919 года, которое было удовлетворено 3 декабря 1919 года. На этом посту И. И. Сукина заменил С.Н.Третьяков. В 1920 году управляющий Министерством иностранных дел Приамурской земской управы.
Затем через Китай эмигрировал в США, где вновь был принят на службу в посольство в Вашингтоне. В 1924 году работал в Северо-восточном банке в Сити в Лондоне (London North Eastern Bank). Входил в английскую масонскую ложу, член Кружка русских масонов в Лондоне. Летом 1926 года бросил работу в банке; уехал в Америку, где также стал служить в банке. Одно время служил в Eastrabank. С 1929 года жил во Франции. Член Объединения бывших воспитанников императорского Александровского лицея.

## Сочинения
- Записки Ивана Ивановича Сукина о Правительстве Колчака. В кн.: За спиной Колчака. Документы и материалы. М., 2005.